# Herb Grabowa nad Prosną
Herb Grabowa nad Prosną – jeden z symboli miasta Grabów nad Prosną (gmina) i gminy Grabów nad Prosną (gmina) w postaci herbu.

## Wygląd i symbolika
Herb przedstawia białego pelikana na czerwonym tle, karmiącego własną krwią trzy pisklęta w zielonym gnieździe.

## Historia
Godło znane od XVI wieku, zostało zatwierdzone 3 października 1936 roku przez Ministerstwo Spraw Wewnętrznych jako herb miasta, a 12 września 1990 roku stało się herbem całej gminy.